# Furu

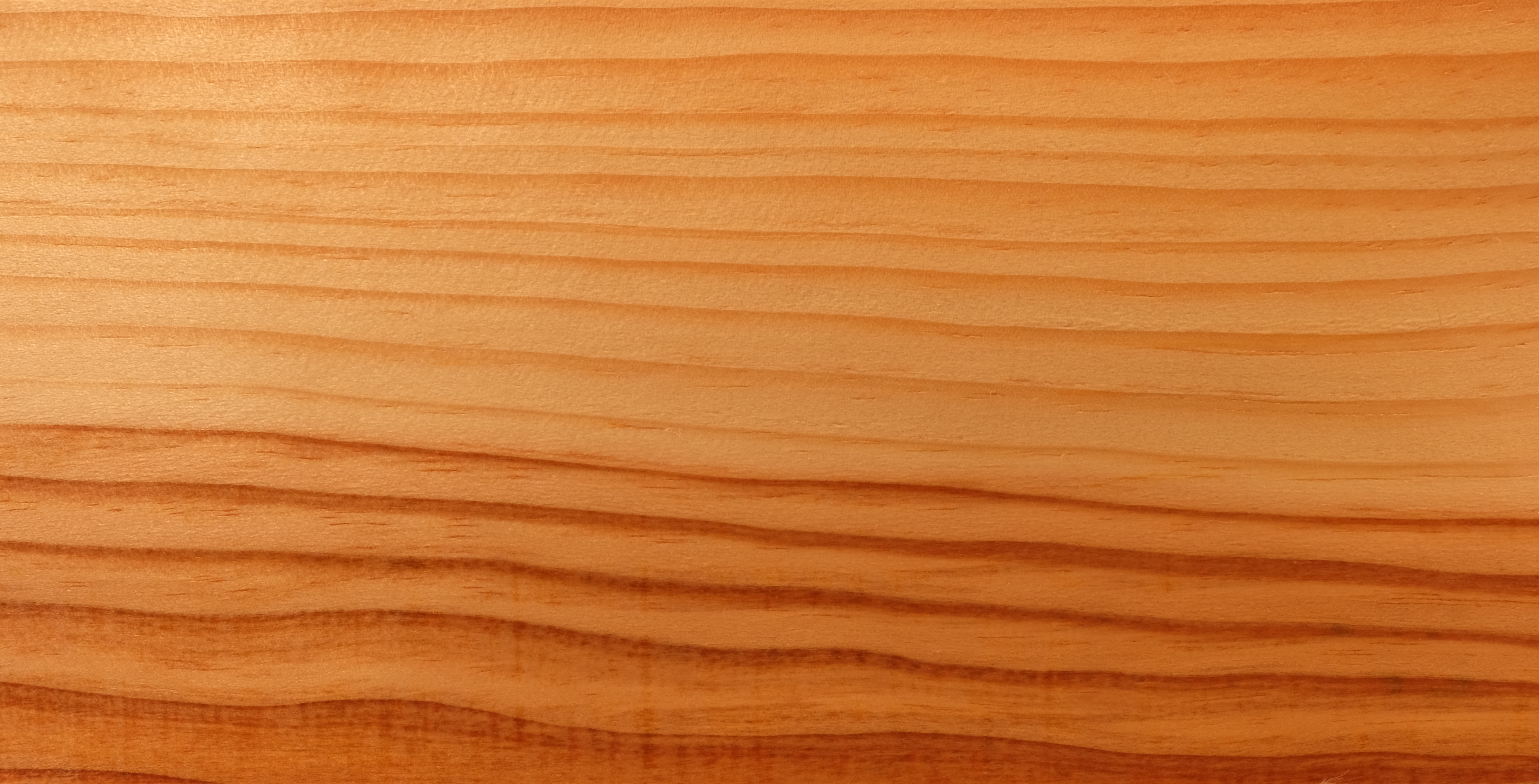
Furuvirke
Den mörkare nedre delen av bilden visar kärnved, den ljusare delen upptill är splintved.

Furu är virket från trädet tall. Tallen har stor betydelse för den svenska träförädlingsindustrin och därför odlas och avverkas den i stor mängd. Furu är mycket användbart; det används bland annat till pappersmassa, inredning och möbelvirke, båtvirke samt byggnadsvirke och bränsle.
Nytt furuvirke är ganska ljust (dock mörkare än gran), men mörknar efter att långvarigt utsatts för ljus. Vissa klarlacker filtrerar de delar av solljuset som är orsaken till att träet mörknar. Furu behandlat med sådan lack håller sig ljust längre.
Densiteten kan variera inom vida gränser, och påverkas av bland annat var man mäter i trädet (nära roten eller närmare toppen, i kärnveden eller i splintveden), växtplatsens klimat och bonitet och så vidare. Generellt är densiteten hos tall som växt i norra Sverige högre än hos tallar i södra delen. Täta skogsbestånd ger högre densitet än gallrade bestånd. Typiskt värde för torrt virke är 510 kg/m3.
I Tornedalen kallades tätvuxen fura med minst 10 årsringar per cm för Ahikin.[källa behövs] Tätvuxen fura av det slaget var eftertraktat slöjdämne då det blir oerhört hårt.

## Fetved
Fetved är detsamma som kådrik furu, det vill säga innehållande höga halter av röthämmande ämnen. Detta virke används till utvändiga snickerier och fönster. Tallarna växer på svaga boniteter, men genom olika metoder kan man skapa fetved.